# Romeins beton

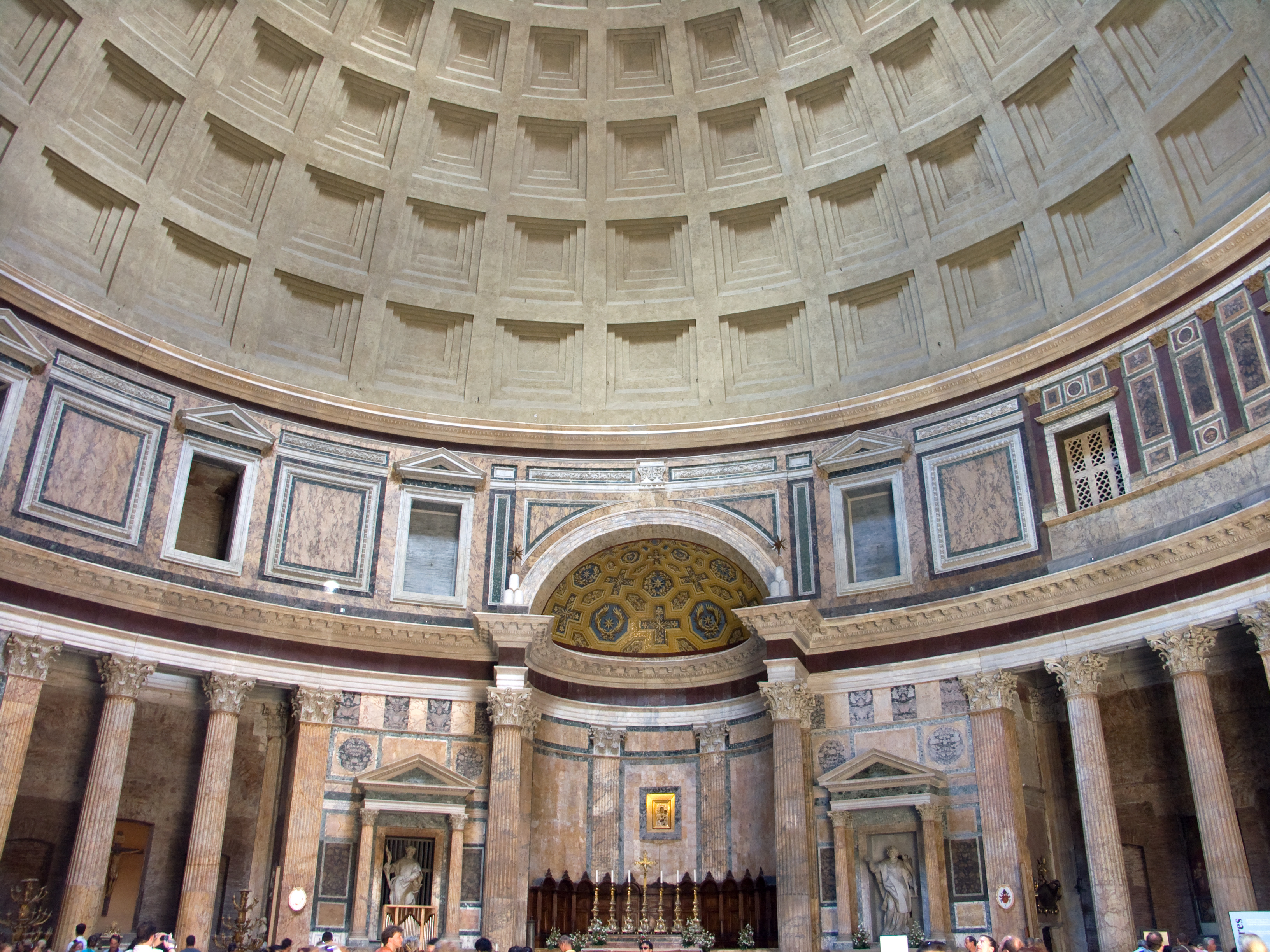
Het Pantheon in Rome, Italië, is een voorbeeld van een Romeinse betonconstructie.

Romeins beton, ofwel opus caementicium, was een materiaal dat werd gebruikt in de bouw tijdens de late Romeinse Republiek door de hele geschiedenis van het Romeinse Rijk. Romeins beton is gebaseerd op hydraulisch bindende kalk waarbij veel van de materiaalkwaliteiten soortgelijk zijn aan modern Portlandcement.

## Geschiedenis
De Romeinen gebruikten beton voor het eerst aan het einde 3e eeuw v.Chr. vanwege de talloze voordelen ten opzichte van het bouwen in hout, natuursteen of baksteen; het was vuurvast, kon onderwater worden gebruikt, was relatief goedkoop en de bouw kon door ongeschoolde arbeiders worden gedaan. Bovendien kon beton in vele vormen gegoten worden en werden hiermee grotere bogen en koepels mogelijk. In het midden van de 1e eeuw hadden de Romeinen zich de betonbouw geheel eigen gemaakt, waarmee ze een dynamische architectuur creëerden van eindeloze, hoge ruimtes en gedurfde overspanningen, die in niets meer herinnerden aan de traditionele Griekse constructiemethoden die tot die tijd gebruikelijk waren.
Marcus Vitruvius Pollio beschreef rond 25 voor Christus in zijn Tien boeken over architectuur een aantal te onderscheiden soorten aggregaat geschikt voor de bereiding van kalkmortels. Voor structurele mortels adviseerde hij puzzolaan, een vulkanisch zand uit Pozzuoli met een bruin-geel-grijze kleur indien het in de buurt van Napels werd gewonnen en met een roodbruine kleur wanneer het uit de buurt van Rome kwam. Vitruvius geeft een verhouding van 1 deel kalk op 3 delen puzzolaan voor gebouwen en een 01:02 verhouding van kalk/pulvis Puteolanus voor constructies onder water. Er zijn veel historische referenties naar Romeins beton inclusief de publicaties van Plinius de Oudere. Ook de Feniciërs (> 1.300 vC) vermengden hun mortels met puzzolaan voor onderwaterbeton.
In het midden van de 20e eeuw werden betonnen constructies ontworpen om 50 jaar mee te gaan, de huidige bouwwerken zouden 100 tot 120 jaar mee moeten gaan. De Romeinse betonnen onderwater-havenconstructies hebben 2000 jaar van chemische aantasting en golfslag overleefd. Omdat de Romeinen hun betonconstructies vrijwel altijd bekleedden met een stenen beschermingslaag zijn ook talloze betonnen bouwwerken op het land bewaard gebleven.

## Materiaaleigenschappen

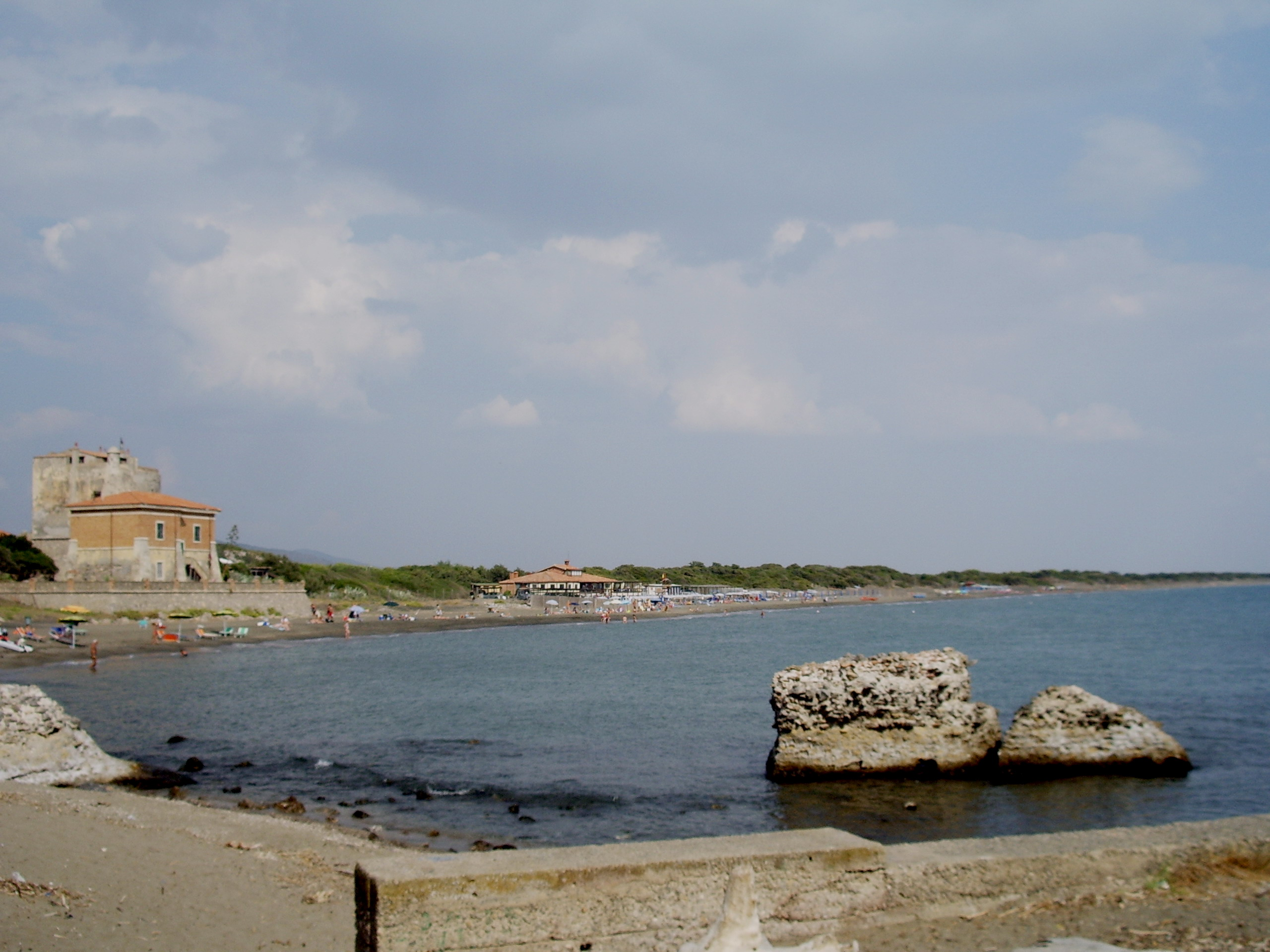
Betonnen pier uit de 2e of 1e eeuw v.Chr. in Cosa.

Romeins beton, zoals alle beton, bestaat uit een aggregaat en een hydraulische mortel (een bindmiddel gemengd met water, dat na verloop van tijd verhardt). Het aggregaat varieert en bevat meestal ook stukken rots, keramische tegels en baksteenpuin uit de resten van eerder gesloopte gebouwen. Versterkende elementen, zoals staalwapening, werden in die tijd niet gebruikt.
Als bindmiddel werd gips en kalk gebruikt. Door toevoeging van vulkanisch stof, genaamd Puzzolaan of "pit zand", was het Romeinse beton beter bestand tegen zout water dan het hedendaagse beton. De puzzolaanmortel had een hoog gehalte aan aluminiumoxide en siliciumdioxide waarmee het sterk overeenkomt met het moderne Portlandcement waaraan hoogovenslakken, vliegas of microsilica zijn toegevoegd.
Het Romeinse recept had minder dan 10 procent kalk per gewicht en in het productieproces werd minder energie verbruikt door de lagere temperaturen waarbij kalksteen werd verhit tot 900 °C (Portlandcement is 1450 °C).
Betonsoorten verschillen in de lijm die de bestanddelen van het beton aan elkaar bindt. Beton gemaakt met Portlandcement heeft een lijmverbinding met calcium, silicaten en hydraten (C-S-H). Romeins beton heeft een andere lijmsamenstelling met toegevoegd aluminium en minder silicium. Het resulterende calcium-aluminium-silicaat-hydraat (C-A-S-H) is een uitzonderlijk stabiel bindmiddel. Bij onderwatergebruik reageerde het zeewater met de vulkanische bestanddelen in het beton, waarbij tobermoriet werd gevormd. Vituvius was al bekend met het feit dat Romeins beton onderwater kon drogen en dat dit na uitharding uitzonderlijk sterk was. Het Romeinse zeewaterbeton bevatte dus tobermoriet, Al-tobermoriet (Al voor aluminium) heeft een grotere stijfheid dan kristallijn C-A-S-H.
Een studie uit 2023 kwam tot de conclusie dat Romeins beton zelfhelend was: door de mortel heet te mengen en er klasten ongebluste kalk in te incorporeren, was er een bron van reactieve kalk die barsten kon vullen puur door te reageren met insijpelend water, zonder menselijke tussenkomst. Deze bevinding zou ook relevant kunnen zijn voor hedendaagse toepassingen.

### Toepassingen

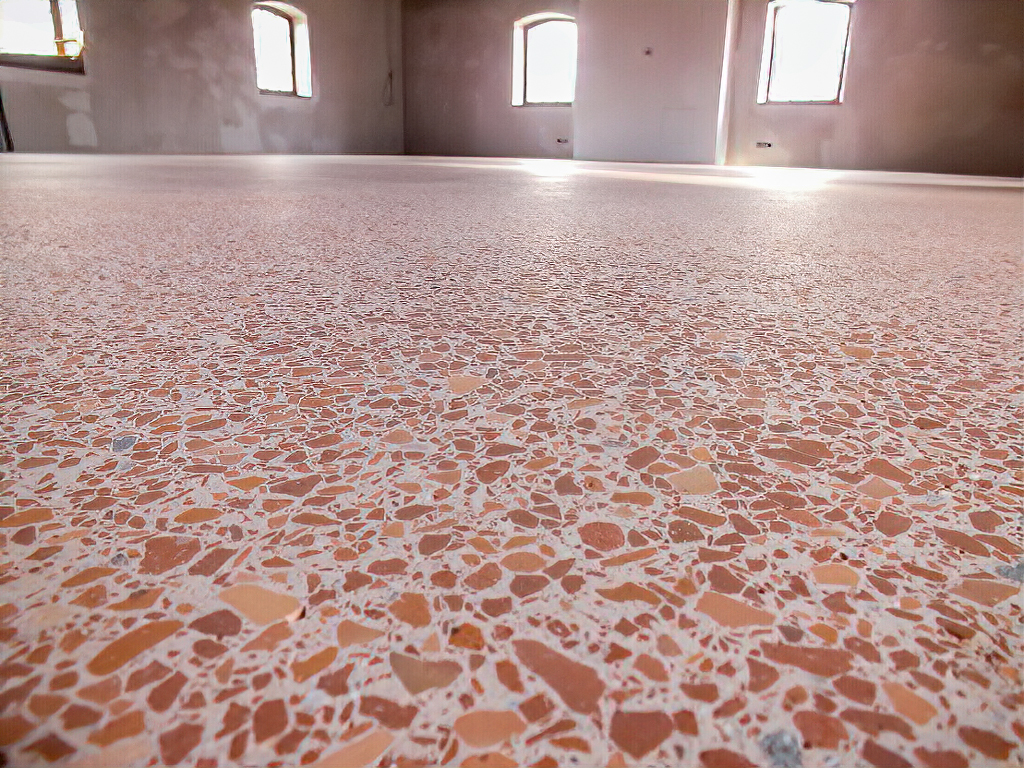
Gereconstrueerde Opus signinum-vloer.

Toen de Romeinen aan het einde van de 3e eeuw beton gingen gebruiken werd dit vrijwel altijd afgedekt met een beschermende laag stenen. Veel nog bestaande Romeinse stadsmuren, aquaducten, tempels, theaters en amfitheaters hebben een kern van beton, waaronder de Aureliaanse Muur, het Colosseum, het Pantheon, de Basilica van Constantijn en de Markten van Trajanus.
- Opus quadratum bestond uit grote blokken natuursteen en was al als losstaande bouwmethode in gebruik voordat het met beton werd gecombineerd.
- Opus incertum (ca. 210 v.Chr.) bestond uit een laag ongelijke stenen.
- Opus quasi-reticulatum (ca. 125 v.Chr.) bestond uit stenen in een onregelmatig netvormig patroon.
- Opus reticulatum (ca. 100 v.Chr.) bestond uit stenen in een regelmatig netvormig patroon.
- Opus vittatum (1e eeuw v.Chr.) bestond uit natuurstenen in horizontale rijen.
- Opus latericium (1e eeuw) bestond uit bakstenen in horizontale rijen.
- Opus mixtum was een mengvorm van twee technieken:
  - Opus testaceum: opus latericium met lagen bipedales.
  - Opus reticulatum mixtum, opus reticulatum met lagen opus latericium.
  - Opus vittatum mixtum: opus vittatum met lagen opus latericium.

Romeinse plaveisels en mozaïekvloeren werden in een betonnen ondervloer gelegd. Sommige plaveisels bestonden zelfs geheel uit beton.
- Cocciopesto: betonvloer met vergruisd aardewerk, vergruisd marmer (opus marmoratum) of kleine steentjes, vaak als waterdichte laag gebruikt.
- Opus signinum: cocciopesto ingelegd met vierhoekige tesserae of kleine steenfragmenten.
- Opus spicatum: plaveisel van kleine baksteentjes (laterculi) in visgraatverband, soms ook in wanden gebruikt.
- Opus figlinum: plaveisel van keramische fragmenten in een vlechtpatroon gelegd.